# Győrszemere KSK
Az HG-Logistik Győrszemere Községi Sportkör  egy 1925-ben alapított magyar labdarúgóklub. Székhelye Győrszemerén található.

## Sikerek
Győr-Moson-Sopron megyei labdarúgó-bajnokság (első osztály)
- Bajnok: 2008-09, 2009-10, 2010-11, 2011-12, 2012-13, 2013-14

Győr-Moson-Sopron megyei labdarúgó-bajnokság (másodosztály)
- Bajnok: 2007-08

Szabad Föld-kupa
- Győztes: 2011